# Paprika-oleorezin
A paprika-oleorezin, más néven paprikakivonat egy csípős paprikából készített kivonat, mely olajban oldódik. Felhasználják könnygáz készítésénél, valamint ételek és italok adalékanyagaként. (E160c). Fő ízanyaga a kapszaicin, a színét a kapszantin és a kapszorubin adja (más karotinoidokkal együtt). Megtalálható a sajtokban, narancslevekben, fűszerkeverékekben, szószokban.
Természetes eredetű elegyként a CAS-száma 68917-78-2. Komponensei tiszta vegyületként a kapszantin 465-48-9 és a kapszorubin 470-38-2. Mindhárom változat E-száma E160c.